# Omega (französische Automarke)
Omega war eine französische Automarke. In der Literatur ist auch die Schreibweise Oméga zu finden.

## Unternehmensgeschichte
Das Unternehmen Kreutzberger Frères aus Paris begann 1900 mit der Produktion von Automobilen. Im gleichen Jahr endete die Produktion bereits wieder.

## Fahrzeuge
Im Angebot standen zwei Modelle mit Einzylindermotoren. Die Motoren leisteten wahlweise 3,5 PS oder 5 PS. Besonderheit war, dass es sich um Gegenkolbenmotoren handelte, wie sie auch Gobron-Brillié verwendete.